# Adenia ballyi
Adenia ballyi är en passionsblomsväxtart som beskrevs av Bernard Verdcourt. Adenia ballyi ingår i släktet Adenia och familjen passionsblomsväxter. Inga underarter finns listade i Catalogue of Life.